# سامول بابایان
سامول آندرانیکی بابایان (ارمنی: Սամվել Անդրանիկի Բաբայան؛ زادهٔ ۵ مارس ۱۹۶۵) یک سیاست‌مدار و فرد نظامی اهل ارمنستان است که بین سال‌های ۱۹۹۵ تا ۱۹۹۹ میلادی وزیر دفاع جمهوری قره‌باغ بود.

## جوایز و افتخارات
- قهرمان آرتساخ